# Čiovo
Čiovo (udtale:|tʃîɔv̞ɔ|; italiensk: Bua) er en ø beliggende ud for Adriaterhavets kyst i Kroatien med et areal på 28,8 km² (længde 15,3, bredde op til 3,5 km), en befolkning på 5.908 indbyggere (2011) og det højeste punkt er 218 moh. (Rudine).

## Geografi
Čiovo ligger i det centrale Dalmatien, og giver læ for byen Trogir og Kaštela-bugten. Den er kun to km væk fra pynten Marjan, og dens nordlige del er forbundet med fastlandet med en lille klapbro i det gamle centrum af Trogir, og faktisk spredte Trogir sig ud på øen. Udover delen af Trogir er der flere landsbyer på øen: Arbanija, Žedno, Okrug Gornji, Okrug Donji, Slatine og Prizidnica. Vegetationen er typisk middelhavsflora, og består hovedsageligt af lav skov af steneg, myrte, malurt, enebær osv. På den nordlige side (udsat for vinden Bora vinden findes skove af fyr og cypres. Vigtigste afgrøder omfatter olivener, figner, mandeler, vinstokke og citrusfrugter.

### Forbindelse til fastlandet
Siden 1964 har øen været forbundet med en bro til Trogir, som selv er forbundet med fastlandet ved en anden bro. Udviklingen af turisme genererede dog så meget trafik, at denne forbindelse led alvorlig kapacitetsmangel i højsæsonen. En konstruktion af en ny bro, som forbinder Čiovo direkte med fastlandet, begyndte i februar 2015, og blev åbnet for trafik den 17. juli 2018.

## Historie
Resterne af forter og mure samt artefakter fra oldtiden viser, at øen Čiovo, på hvis vestlige side den nuværende kommune Okrug ligger, allerede var beboet i forhistorisk tid.
Under Romerriget fungerede den som tilflugtssted for de fordrevne, og i det 5. århundrede blev den også et eremitisk tilflugtssted. Hvis vi ser bort fra de religiøse eremitter, der boede ved siden af de maleriske kirker, som stadig kan ses i dag, var øen ikke beboet i anden halvdel af den tidlige middelalder. Situationen ændrede sig i 1451, da Republikken Venedig, under hvis herredømme Trogir havde været siden 1420, på grund af stadig hyppigere osmanniske belejringer tillod befolkningen i det indre af Dalmatien til at slå sig ned på de nærliggende øer.
I middelalderen havde Čiovo mange landsbyer, og det var et sted for spedalske. Rester af den før-romanske kirke St. Peter er blevet fundet nær Slatine, i Supetar-bugten. Maurice (Sv. Mavro) er blevet bevaret i Žedno og den førromanske kirke Vor Frue ved Havet (Gospa pokraj mora). Befolkningen i Čiovo steg i det 15. århundrede på grund af bosættelsen af flygtninge, der flygtede fra det Tyrkere. Samtidig udvidede forstadsområderne til Trogir sig også til Čiovo.
Et lille kapel ved navn Lady of Prizidnice (Gospe od Prizidnice), der ligger på øens sydside, kan stadig besøges i dag. På grund af dets skjulte beliggenhed blev det brugt som et sikkert sted at afholde ceremonier under tyrkernes besættelse.

## Galleri
- Den gamle bro mellem Trogir og Čiovo
- Arbanija
- Prizidnica
- Okrug Gornji